# Dans les rues de Rome
Pour les articles homonymes, voir Rome (homonymie).
Clip vidéo
[vidéo] « Dans les rues de Rome - Dany Brillant (vidéo live) », sur YouTube
Pistes de Dolce Vita
Tant qu'il y aura des femmes Regarde-moi
Dans les rues de Rome est une chanson d'amour tarentelle-pop rock-swing-jazz franco-italienne, de l'auteur-compositeur-interprète-guitariste Dany Brillant, single extrait de son 5e album Dolce Vita de 2001, vendu à plus de 380 000 exemplaires. Un des plus importants succès de son répertoire.

## Histoire
Danny Brillant écrit les paroles de cette chanson de son  album Dolce Vita, sur une air de tarentelle amoureuse traditionnelle italienne, sur le thème de la douceur de vivre de la ville de Rome en Italie, dont il fait allusion au Forum et au Colisée, aux églises et aux vieux palais, aux sept collines semées d'oliviers, à sa douceur de vivre, à l'amour et la poésie, à Florence, à Venise, à Rome, et à Naples, aux terrasses des cafés, aux marchands de glaces, aux Piaggio, à la piazza Navona, et à la via Condotti, aux joueurs de guitare, et à une sérénade qu'il a composée et chantée sous sa fenêtre d'une Romaine qui l'a rendu fou, et qui lui a fait perdre la tête avec ses yeux si doux... 